# Krásná hašteřilka
Krásná hašteřilka (v originále La Belle Noiseuse) je francouzský hraný film z roku 1991, který režíroval Jacques Rivette. Film je volnou adaptací Balzacovy povídky Neznámé arcidílo z roku 1831. Snímek měl světovou premiéru na filmovém festivalu v Cannes dne 14. května 1991.

## Děj
Mladý malíř Nicolas sní o setkání se slavným Édouardem Frenhoferem. Prostřednictvím Balthasara Porbuse, obchodníka s obrazy, je uveden se svou společnicí Marianne do Frenhoferova sídla. Ten je vezme do ateliéru, kde s nimi mluví obrazu La Belle Noiseuse, který opustil před deseti lety, a pro který mu sloužila jako model jeho žena Liz. Nicolas a Édouard se dohodnou, že Marianne bude nová Belle Noiseuse. Marianne se nelíbí, že se rozhodli bez ní, ale přesto nakonec souhlasí. Během pěti dnů malování vzrůstá napětí mezi protagonisty. Liz se snaží mladou ženu upozornit, jak je důležité být modelem pro Frenhofera, ale Marianne, nezávislá a tvrdohlavá, ji odmítá poslouchat. Když je obraz dokončen, Marianne je zděšená, když zjistí, jak se malíři podařilo zachytit její niternost. Obraz ji změnil, už nikdy nic nebude jako dřív.

## Obsazení
| Michel Piccoli     | Édouard Frenhofer |
| Jane Birkinová     | Liz               |
| Emmanuelle Béart   | Marianne          |
| Marianne Denicourt | Julienne          |
| David Bursztein    | Nicolas           |
| Gilles Arbona      | Porbus            |
| Marie Belluc       | Magali            |
| Marie-Claude Roger | Françoise         |
| Leïla Remili       | služebná          |
| Daphne Goodfellow  | turistka          |
| Susan Robertson    | turistka          |
| Bernard Dufour     | malířův pomocník  |

## Ocenění
- Filmový festival v Cannes: Velká cena poroty
- Unie belgického kinematografického tisku: Grand Prix
- Mélièsova cena
- César: nominace v kategoriích nejlepší film, nejlepší režie (Jacques Rivette), nejlepší herec (Michel Piccoli), nejlepší herečka (Emmanuelle Béart), nejlepší herečka ve vedlejší roli (Jane Birkinová)